# کوی سازمانی ۲۲ بهمن
 کوی سازمانی ۲۲بهمن، شهرکی مسکونی از توابع بخش مرکزی شهرستان شهریار در استان تهران ایران است.

## جمعیت
این شهرک در دهستان سعیدآباد قرار دارد و براساس سرشماری مرکز آمار ایران در سال ۱۴۰۲، جمعیت آن ۵۰۰ نفر (۲۰۰ خانوار) بوده‌است.